# Giuseppe Mascara
Giuseppe Mascara (Caltagirone, 22 de agosto de 1979) é um futebolista italiano que atua como atacante. Atualmente, joga pelo Pescara Calcio. 